# Góry John Crow
Góry John Crow (ang. John Crow Mountains) – pasmo górskie na Jamajce rozciągające się równolegle do północno-wschodniego wybrzeża wyspy. Z zachodniej strony graniczy z Rio Grande, a od południowego wschodu łączy się z Górami Błękitnymi. Najwyższy szczyt pasma liczy nieco ponad 1140 metrów. W 2015 roku razem z Górami Błękitnymi zostały wpisane na listę światowego dziedzictwa UNESCO jako obiekt mieszany przyrodniczo-kulturowy. 
Użycie nazwy John Crow po raz pierwszy zostało zarejestrowane w latach 20. XIX wieku i oznaczało jamajską nazwę sępnika różowogłowego występującego na obszarze obu Ameryk. Do tego czasu pasmo nazywane było Carrion Crow Ridge od wcześniejszej nazwy tego ptaka (Carrion Crow). W 1885 roku inspektor Herbert T. Thomas z lokalnej policji zdobył najwyższy szczyt pasma. Zasugerował też zmianę jego nazwy na Blake Mountains, by uhonorować ówczesnego gubernatora Jamajki Henry'ego Blake'a. Propozycja spotkała się ze sprzeciwem i oburzeniem, część nazywała ten pomysł „likwidacją dawnych punktów orientacyjnych” na wyspie. Pomysł został zablokowany a nazwa pasma górskiego wciąż brzmiała John Crow Mountains. Thomas zawarł tę informację w swojej książce Untrodden Jamaica opublikowanej w 1890 roku.
W 1920 roku odkrywca Scoresby Routledge ogłosił się pierwszym człowiekiem, który przekroczył Góry John Crow, co doprowadziło do wymiany listów między Thomasem i Routlege'em na łamach The Times. Spór został rozstrzygnięty przez gubernatora Jamajki który stwierdził, że Thomas faktycznie był pierwszym, który wspiął się na najwyższy szczyt i eksplorował pasmo w kierunku z północy na południe, ale to Routledge był pierwszym, który przebył drogę z zachodu na wschód.